# 岡崎清三郎
岡崎 清三郎（おかざき せいざぶろう、1893年〈明治26年〉3月17日 - 1979年〈昭和54年〉5月27日）は、日本の陸軍軍人。最終階級は陸軍中将。

## 経歴
島根県出身。松江市で岡崎竜次郎の三男として生まれる。松江中学校を経て、1914年5月、陸軍士官学校（26期）を卒業し、同年12月、歩兵少尉に任官し歩兵第63連隊付となる。1921年11月、陸軍大学校（33期）を卒業した。
参謀本部付勤務、参謀本部員などを経て、1925年5月、皇族（秩父宮雍仁親王）付武官となり、秩父宮の外遊（オックスフォード大学）に随行した。参謀本部員（編制班）、ジュネーヴ出張、陸軍省整備局課員（統制課）、兼参謀本部員、上原勇作元帥副官（近衛歩兵第3連隊付、歩兵第59連隊付）、留守第4師団参謀長などを経て、日中戦争に支那駐屯歩兵第2連隊長として出動。陸軍歩兵学校研究部主事などを経て、1939年8月、陸軍少将に進級。
歩兵学校幹事、教育総監部第1部長、同部総務部長、参謀本部付を歴任し、太平洋戦争に第16軍参謀長として出征し、ジャワ島攻略などに従事。1942年12月、陸軍中将に昇進。第2師団長、軍需官（近畿軍需管理部長）などを経て、本土決戦に備え第2総軍参謀長として広島に駐在していたが、1945年8月の原爆投下により重傷を負い終戦を迎えた。
その後、西部復員司令部総務部長を勤め、1946年1月に復員。1947年（昭和22年）11月28日、公職追放仮指定を受けた。1947年（昭和22年）11月28日、公職追放仮指定を受けた。
1948年4月から二年間、戦犯容疑で拘留された。1949年12月、オランダ法廷で無罪判決を受けた。

## 栄典
勲章
- 1940年（昭和15年）8月15日 - 紀元二千六百年祝典記念章[8]

## 著書
- 『天国から地獄へ』共栄書房、1977年。

## 伝記
- 岡崎清編著『ある陸軍軍人の小さな昭和史』私家版、1990年。

## 親族
- 長男 岡崎清（陸軍少尉、防衛大学校副校長）[1]
- 義父 落合豊三郎（陸軍中将）[1]